# Domenico Selvo
Domenico Selvo (gestorven: 1087) was tussen 1071 en 1084 de 31ste Doge van Venetië.

## Biografie
Domenico Selvo werd geboren in een Venetiaanse patriciërsfamilie die leefde op het eiland Dorsoduro. Hij diende voor de Republiek Venetië als ambassadeur aan het hof van Keizer Hendrik III. Daarna diende Domenico Selvo als raadgever van de populaire doge Domenico Contarini. In de lente van 1071 werd Selvo verkozen als de opvolger van Contarini.

### Vrede en voorspoed
Bij zijn aantreden zette Selvo het beleid van zijn voorganger voort. Hij wist een goede relatie op te bouwen met Keizer Hendrik IV. Deze relatie werd dusdanig getest toen de Investituurstrijd haar hoogtepunt bereikte. Selvo werd zelfs bedreigd met excommunicatie door Paus Gregorius VII. Deze sitiatie werd alleen maar voorkomen door het belang van Venetië als bedevaartsplaats. Ook de relatie met het Byzantijnse Rijk werd aangehaald, deze werd dusdanig verbeterd doordat Selvo in 1075 trouwde met Teodora Anna Doukai, de dochter van keizer Constantijn X Doukas. Door dit huwelijk kregen de Venetiaanse handelaren vaste voet aan de bodem in het oosten.

Italië in 1084, met in het groen de gebieden van de Republiek Venetië en in het lichtgroen de gebieden die loyaal waren aan Robert Guiscard.

### Oorlog
Ondanks de vrede die in de eerste jaren van het bewind van Selvo had gewoed werd dit verstoord door de campagne van Robert Guiscard in het zuiden van Italië. In eerste instantie betekende dit geen gevaar voor de Maritieme Republiek, maar toen Guiscard de Adriatische Zee overstak en Durazzo belegerde in 1081 veranderde de situatie. De nieuw gekroonde keizer van Byzantium, Alexios I Komnenos, vroeg Domenico Selvo om assistentie en beloofde hem grote beloningen. Meteen liet de doge zijn vloot uitvaren voor de strijd.
De Venetiaanse vloot wist de vloot van de Noormannen compleet te verrassen tijdens de slag bij Dyrrhachium. Selvo keerde als een held terug in Venetië en ontving een Gouden Bul van de Byzantijnse Keizer. In deze bul werden de Venetiaanse handelaren vrijgesteld van belastingen in het rijk van Byzantium. Toch kon de verovering van Durazzo door de Noormannen niet voorkomen kunnen worden, maar door een noodkreet van de paus reisde Guiscard terug naar Italië. Domenico Selvo nam van dit moment gebruik om zijn vloot naar Durazzo te sturen en het te veroveren. Daarnaast werd ook het eiland Corfu veroverd.
In 1084 maakte Robert Guiscard plannen voor de herovering van Corfu en Durazzo. Selvo zag de aanval aankomen en wist met een gecombineerde vloot de Noormannen te verslaan. Overtuigd van zijn overwinning stuurde Domenico Selvo een groot deel van zijn vloot terug naar Venetië. Toch ging Guiscard over op een derde aanval op de Venetiaanse vloot. De uitgedunde vloot kon nauwelijks weerstand bieden en Selvo kon zelf net ontsnappen. De nederlaag leidde tot woedende reacties in Venetië. Dit mondde uit tot een opstand die werd geleid door Vitale Faliero en ze slaagde ze erin om in december 1084 Selvo af te zetten. Hij werd naar een klooster gestuurd en hij stierf drie jaar later. Hij werd begraven in de Basiliek van San Marco.